# اس‌ام‌اس لوتسو
اس‌ام‌اس لوتسو (به انگلیسی: SMS Lützow) یک کشتی بود که طول آن ۲۱۰٫۴ متر (۶۹۰ فوت) بود. این کشتی در سال ۱۹۱۳ ساخته شد.